# Будардалюр
Будардалюр (исл. Búðardalur, исландское произношение: [ˈpuːðarˌtaːlʏr̥]; слушатьо файле) — небольшой город на берегу Хваммс-фьорда на западе Исландии в регионе Вестюрланд. В настоящее время является административным центром общины Далабиггд. Население Будардалюр в 2019 году составляло 237 человек.

## Этимология
Название Будардалюр происходит от древне-исландских слов «будир» (др.-сканд. búðir — временная палаточная стоянка, окруженная низкой каменной стеной) и «далюр» (др.-сканд. dalr — долина), что буквально означает «Долина палаточного городка». Нынешняя исландская трактовка названия Будардалюр — «Долина магазинов», происходит от современного исландского слова «магазин» (исл. búð) — магазин).

## История
Впервые Будардалюр упоминается ещё в одной из важнейших исландских саг — Саге о людях из Лососьей долины (др.-сканд. Laxdœla saga), записанной предположительно на около 1245 года. Действие саги разворачивается в непосредственной близости от современного города, а именно в долине Лаксаурдалюр (исл. Laxárdalur, др.-сканд. Laxárdalr) или дословно — «Долине лососьей реки». В саге говорится, что когда исландский хёвдинг Хёскульд Колльссон (910—965 гг.) приплыл из Норвегии, он причалил в устье реки Лахсау (исл. Laxá; дословно — «Лососья река») и разбив там свой лагерь, назвал это место Будардалюр:

Хёскульд причалил в устье Лаксы. Он велел разгрузить корабль и перетащить судно севернее устья Лаксы на берег и построил навес для корабля. И по сей день можно видеть развалины навеса, который он велел построить. Там он разбил палатки, и поэтому местность называется Будардаль (Палаточная Долина).— Сага о людях из Лососьей Долины / Пер. В.Г. Адмони и Т.И. Сильман. — СПб.:Амфора, 1999
В дальнейшем город, выросший на месте временного палаточного городка, на протяжении веков было известен как важное торговое поселение, где сходились пути с разных частей Исландии — с Вестфирдир, Снайфедльснес и далёких северных поселений, от места сбора исландского Альтинга и из древней исландской столицы Скаульхольт.
В 1899 году Будардалур официально получил от короля Кристиана IX статус торгового поселения.

## Характеристика
Будардалюр находится примерно в 80 км к северо-западу от Боргарнеса, в общине Далабиггд (исл. Dalabyggð) региона Вестюрланд и насчитывает около 237 жителей (по состоянию на 2019 год). Поселение и близлежащая местность обслуживаются небольшим аэропортом Будардалюра, находящимся примерно в 4 километрах к югу на полуострове Камбснес. Через город проходит участок дороги регионального значения Вестфьярдарвегюр 60 идущей на Вестфирдир. В 10 километрах к югу от города проходит ведущая на запад Снайфедльснеса дорога Снайфедльснесвегюр 54.
Город представляет собой небольшой сервисный центр для жителей общины Далабиггд. Есть детский сад, общеобразовательная школа, почтовое отделение, поликлиника, магазины, аптека, банк, полицейский участок и автозаправочная станция. В Будардалюр нет своей церкви и кладбища — традиционно жители пользуются расположенной неподалеку церковью 
Хьярдархолтскиркья. Помимо небольших предприятий, крупным местным работодателем является молокозавод, производящий исландские голубые сыры и мягкие сыры с плесневой корочкой.
Туристическая инфраструктура в Будардалюр представлена туристическим офисом, хостелами и гостиницами, ресторанами и небольшим музеем, посвященным Лейфу Эрикссону, который отсюда отправился в Гренландию.

## География
Город расположен на северо-восточной оконечности полуострова Снайфедльснес на южном берегу Хваммс-фьорда в устье реки Лахсау. К северу от Будардалюр находится горные массивы Глераурскоугарфьядль (исл. Glerárskógarfjall) и Льаурскоугарфьядль (исл. Ljárskógarfjall), а к востоку — горные плато Хоульмаватнсхейди (исл. Hólmavatnsheiði ) и Лахсаурдальсхейди (исл. Laxárdalsheiði) с горой Бьярнарфедль (исл. Bjarnarfell; 474 м). На к югу от Будардалюр находятся полуостров Камбснес (исл. Kambsnes),  возвышенность Лахсаурдальсхаульс (исл. Laxárdalsháls; 424 м) и горный массив Ватнсфьядль (исл. Vatnsfjall; 568 м).

## Климат
В зависимости от используемой изотермы (-3°C или 0°C), Будардалюр имеет либо очень редкий тип субарктического климата с сухим летом и не очень холодной зимой.(Dsc по Кёппену), либо ещё более редкий тип крио-средиземноморского климата (Csc по Кёппену) с прохладным летом и холодной, но не суровой, зимой.
| Показатель                                  | Янв.  | Фев.  | Март  | Апр.  | Май   | Июнь | Июль | Авг. | Сен. | Окт.  | Нояб. | Дек.  | Год   |
| ------------------------------------------- | ----- | ----- | ----- | ----- | ----- | ---- | ---- | ---- | ---- | ----- | ----- | ----- | ----- |
| Абсолютный максимум, °C                     | 10,0  | 10,1  | 14,1  | 15,1  | 22,0  | 21,5 | 23,5 | 20,0 | 18,0 | 15,0  | 12,0  | 11,0  | 23,5  |
| Средний суточный максимум, °C               | 0,8   | 1,3   | 1,4   | 4,3   | 8,2   | 11,4 | 12,9 | 12,4 | 8,9  | 5,5   | 2,3   | 1,1   | 5,9   |
| Средняя температура, °C                     | −1,9  | −1,1  | −0,9  | 1,8   | 5,1   | 8,3  | 10,0 | 9,5  | 6,3  | 3,2   | −0,1  | −1,6  | 3,2   |
| Средний суточный минимум, °C                | −4,7  | −4,0  | −4,0  | −1,4  | 1,9   | 5,2  | 7,0  | 6,6  | 3,5  | 0,6   | −2,8  | −4,5  | 0,3   |
| Абсолютный минимум, °C                      | −20,4 | −20,5 | −19,9 | −19,9 | −11,4 | −2,9 | 0,0  | −2,0 | −5,9 | −12,0 | −15,9 | −20,0 | −20,5 |
| Норма осадков, мм                           | 63,3  | 57,5  | 60,8  | 44,7  | 23,3  | 37,6 | 43,9 | 47,8 | 55,0 | 79,4  | 63,6  | 65,8  | 643,1 |
| Источник: Исландское метеорологическое бюро |       |       |       |       |       |      |      |      |      |       |       |       |       |